# 김인문묘
김인문묘(金仁問墓)는 신라 문무대왕의 친동생 김인문의 묘로, 대한민국 경상북도 경주시 서악동에 있다. 1982년 8월 4일 경상북도의 기념물 제32호로 지정되었다.

## 개요
경주시 서악동에 있는 문무대왕의 친동생 김인문(629∼694)의 묘이다.
어려서부터 학문을 좋아하여 책을 많이 읽었고 특히 글씨를 잘써 태종 무열왕의 비문을 썼고 활쏘기와 말타기에도 능하였다. 또한 넓은 식견과 훌륭한 재주와 솜씨로 많은 사람들로부터 존경을 받았다.
20대에 당나라에 들어가 좌령군위장군이 되었고 신라에 들어와서는 군주가 되어 장산성을 쌓는데 감독을 맡았다. 외교술에 능하여 백제와 고구려를 멸망시킬 때 당나라에게 신라측 협조사항을 받아내는데 큰 공을 세워 신라의 삼국통일에 큰 역할을 하였다. 당나라에서 관직을 지내다가 효소왕 3년(694)에 죽었다. 당 고종은 그의 시신을 호송하여 신라로 보냈으며 효소왕은 그에게 태대각간(太大角干)의 벼슬을 내렸고 서악에서 장례를 치르게 했다. 특별한 시설이 없이 높이 6.5m의 흙으로 높이 쌓아 올린 원형봉토분이다.

## 묘비

전(傳)김인문묘 옆에 위치한 귀부

김인문 묘비(金仁問 墓碑)는 신라의 왕족 김인문의 묘비이다. 재료는 화강암 재질이다.
1931년 12월 경주 서악서원(西嶽書院) 누문 근처 땅속에서 발견되었다. 발견될 당시 비석은 두 조각으로 쪼개진 채 상당히 풍화되어 있었다. 현재의 두께는 18 cm, 폭 1m, 높이는 75 cm 정도이며 원래 서있었을 당시의 크기는 대략 폭 4자 이상, 높이는 6자 정도 되었을 것이라고 추정한다.
비석의 보존상태는 완벽하지 않아 겨우 원형의 3분의 1 정도 남은 비면이지만 400자 이상의 글자가 있다. 글자 중엔 누군가에 의해 고의로 글자를 쪼아서 훼손시킨 흔적도 있다.

## 참고 자료
- 김인문묘 - 국가유산청 국가유산포털